# 표정

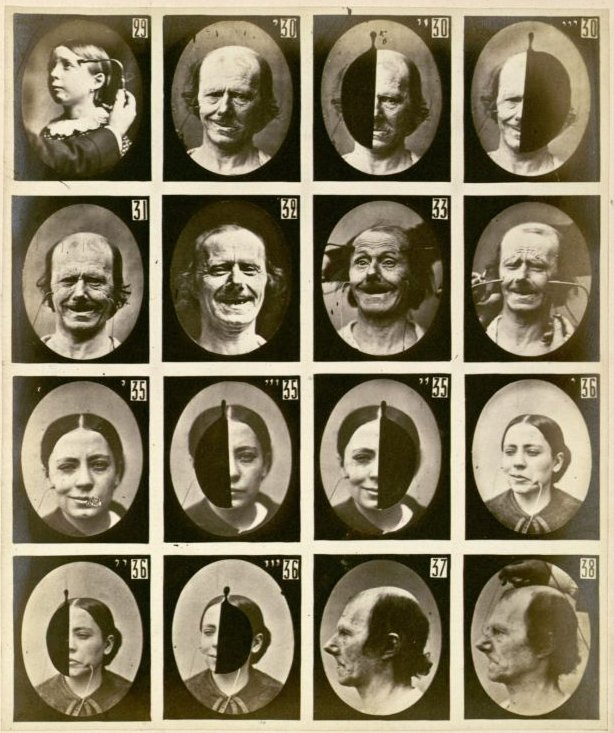
여러 가지 표정

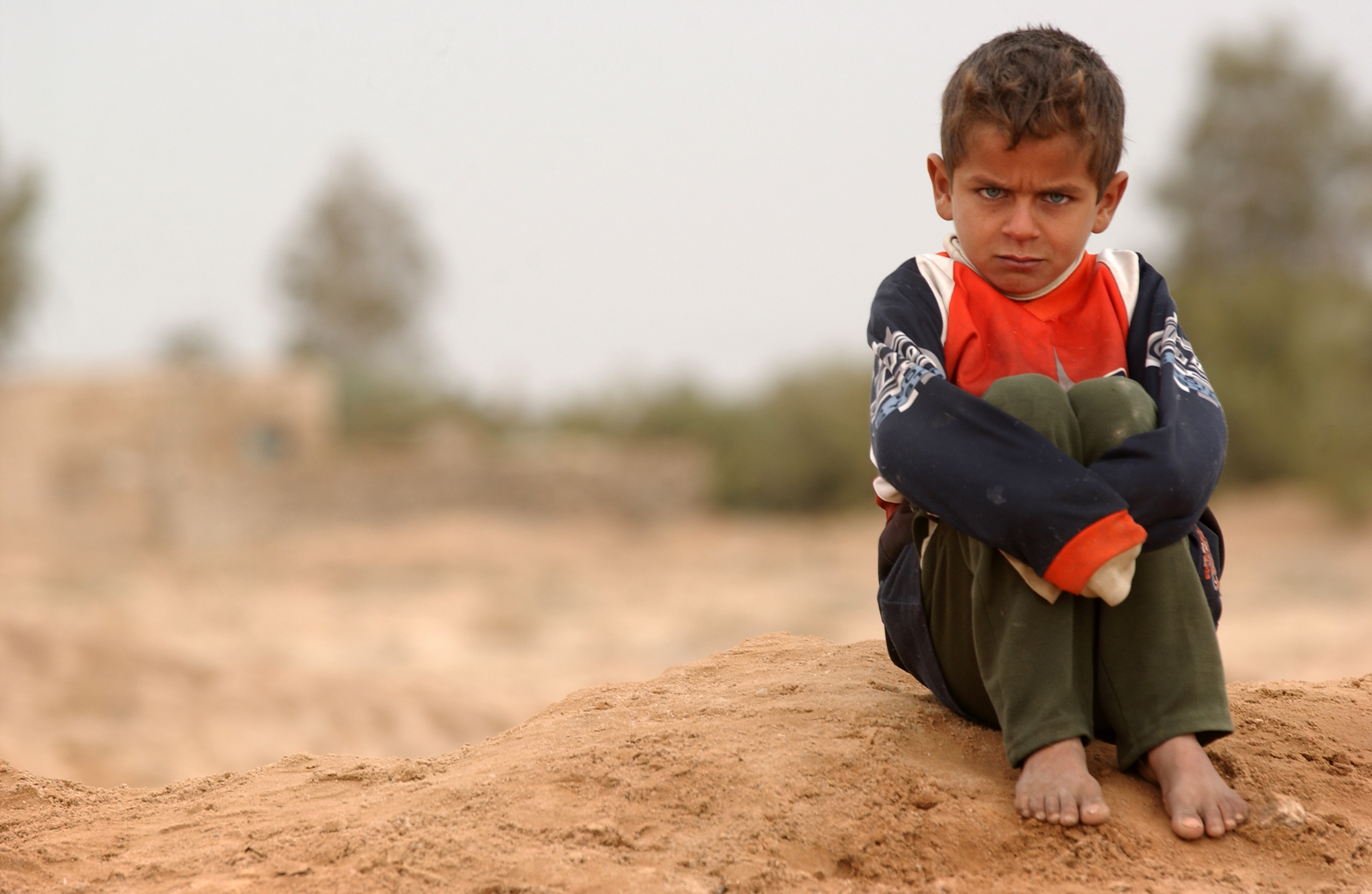
화난 표정을 지은 한 소년

표정(表情)이란 마음 속 감정이나 정서 등이 얼굴에 드러난 모양을 말한다. 찡그린 표정이나 미소 등으로 나눌 수 있다. 얼굴의 피부 아래 골격근이 움직여서 발생한다. 이러한 움직임은 개인의 정서를 관찰자에게 전달한다. 표정은 비언어적 의사소통의 일종이다. 사람간 사회정보를 전달하기 위한 주요 수단이지만 다른 대부분의 포유류와 일부 기타 동물 종들에게서도 볼 수 있다.
인간은 자발적으로 또는 비자발적으로 표정을 채택할 수 있으며 표정을 제어하는 신경 메커니즘은 각 경우에 다르다. 자발적인 얼굴 표정은 사회적으로 조절되는 경우가 많으며 뇌의 피질 경로를 따르다. 반대로, 비자발적인 얼굴 표정은 타고난 것으로 여겨지며 뇌의 피질하 경로를 따른다.
얼굴 인식은 뇌의 감정적 경험이 될 수 있으며 편도체는 인식 과정에 크게 관여한다. 편도체는 감정, 정서적 행동, 동기 부여의 통합적 중심이다.
눈은 종종 얼굴 표정의 중요한 특징으로 간주된다. 눈 깜박임 속도와 같은 측면은 사람이 긴장하는지 또는 거짓말을 하고 있는지를 나타내는 데 사용될 수 있다. 또한, 눈맞춤은 대인관계 의사소통의 중요한 측면으로 간주된다. 그러나 눈맞춤을 유지하는 것과 그렇지 않은 것의 사회적 타당성에 대해서는 문화적 차이가 있다.
사람들 사이의 음성 의사소통에서 얼굴 표정은 부수적인 성격을 넘어 수화 의사소통에서도 중요한 역할을 한다. 수화의 많은 문구에는 표정이 포함된다.
얼굴 표정이 인간 사이에서 전 세계적으로 보편적으로 나타나는지 여부에 대한 논란이 있다. 보편성 가설을 지지하는 사람들은 많은 얼굴 표정이 선천적이며 진화 조상에 뿌리를 두고 있다고 주장한다. 이 견해에 반대하는 사람들은 이 주장을 테스트하는 데 사용된 연구의 정확성에 의문을 제기하고 그 대신 얼굴 표정은 조건에 따라 결정되며 사람들은 주변의 사회적 상황에서 얼굴 표정을 보고 이해한다고 믿는다. 더욱이 얼굴 표정은 개인의 심리와 밀접한 관련이 있다. 일부 심리학자들은 사람의 표정에서 숨겨진 의미를 식별하는 능력을 가지고 있다.
한 실험에서는 시선 방향과 얼굴 표정이 얼굴 기억에 미치는 영향을 조사했다. 참가자들은 행복하거나 화난 표정을 지닌 낯선 얼굴 세트를 보여줬는데, 이 얼굴들은 정면을 바라보고 있거나 시선을 한쪽으로 돌리고 있었다. 처음에 화난 표정으로 보인 얼굴에 대한 기억은 직접적인 시선과 반대로 얼굴을 피했을 때 더 나쁜 것으로 나타났다. 반면 행복한 얼굴로 보인 개인에 대한 기억은 시선 방향에 영향을 받지 않는 것으로 나타났다. 다른 개인의 얼굴에 대한 기억은 부분적으로 해당 개인의 행동 의도에 대한 평가에 달려 있다고 이야기된다.

## 같이 보기
- 벨 마비
- 신체 언어
- 감성 컴퓨팅
- 안면 인식 시스템
- 표현 규칙
- 이모티콘
- 웃음
- 메타 커뮤니케이션